# Tram van Liepaja

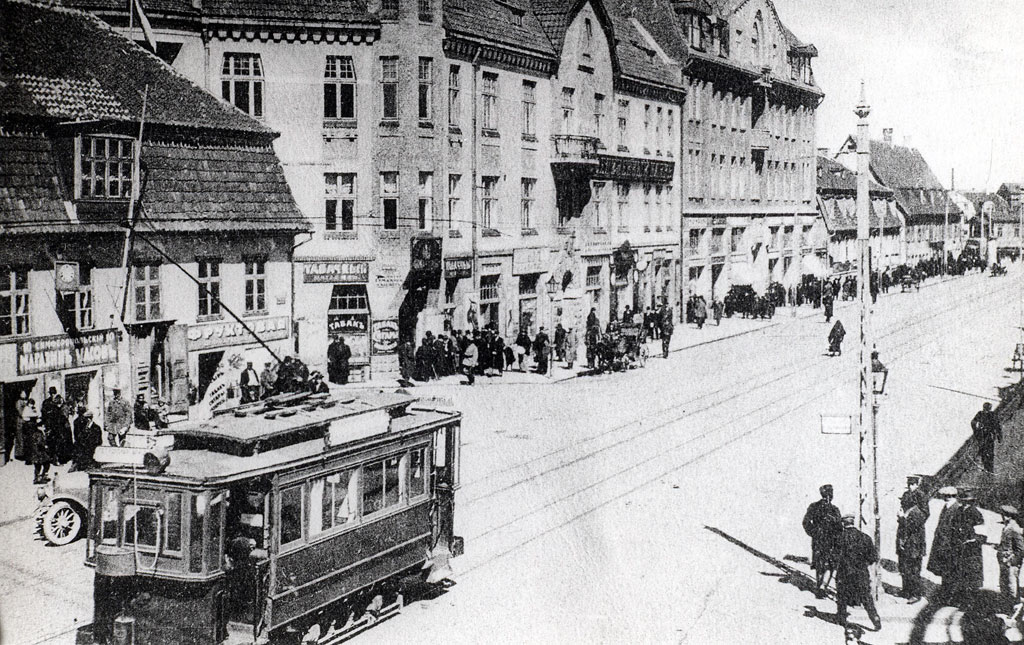
Herbrand-Wagen nr. 1 op de Lielā iela; na 1904.

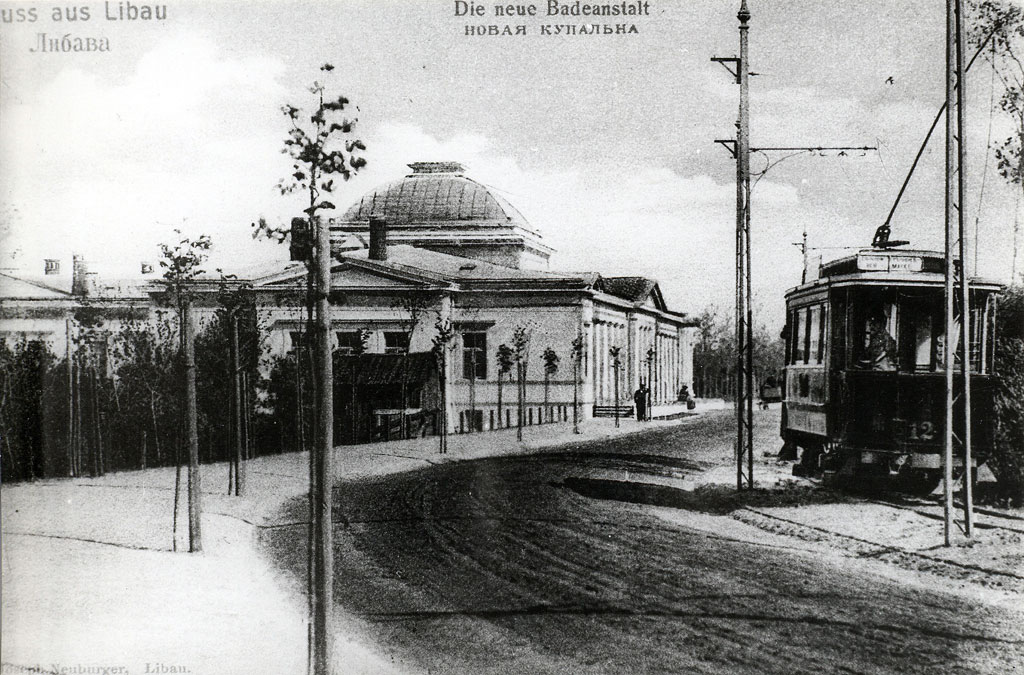
Wagen nr. 12 van het type Herbrand op de witte lijn voor het nieuwe badhuis; begin 20e eeuw.

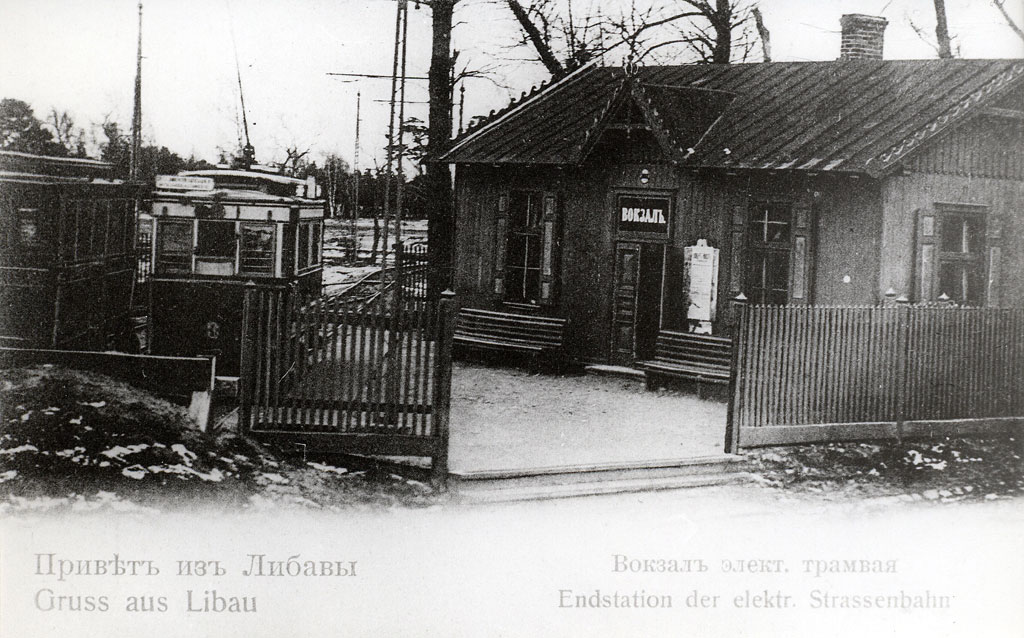
Voormalig eindpunt Karosta; circa 1900.

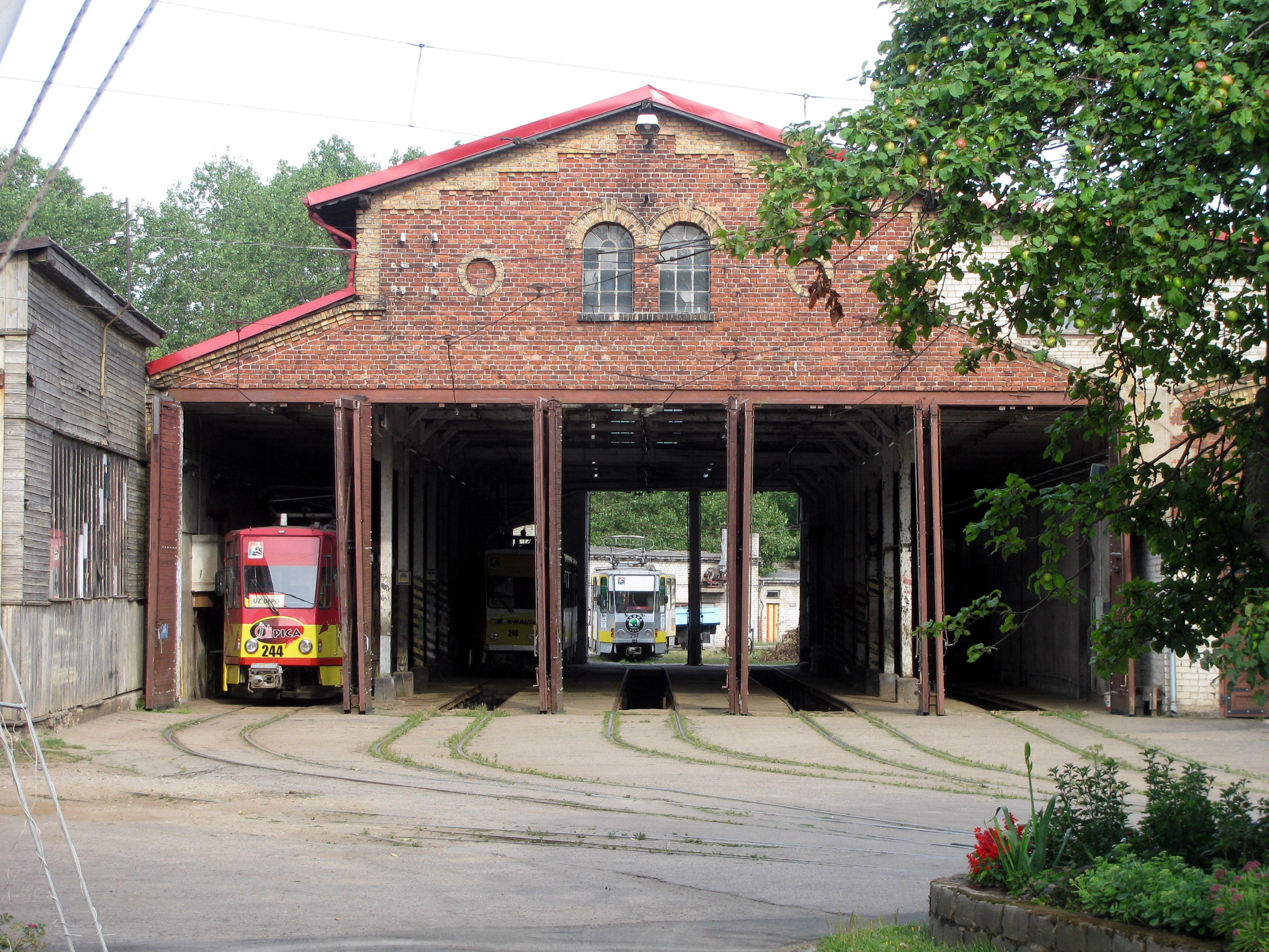
Tramremise aan de Rīgas iela 54a; 2013.

De Tram van Liepāja bestaat sinds 1899. De Letse stad Liepāja (Duits: Libau) bezit daarmee het oudste elektrische tramnet in de Baltische Staten. Het is een van de drie trambedrijven in Letland.
Sinds 1972 is er in Liepāja nog maar één tramlijn over: Metallurgie (Grobiņas iela) ↔ Zentralfriedhof (Vaiņodes iela), met een lengte van 6,9 km. De Tram van Liepāja is het enige metersporige tramnet in Letland. In tegenstelling tot de andere Letse trambedrijven (Rīga, Daugavpils), die trolleystangen gebruiken, gebruikt de Tram van Liepāja sinds 1961 schaarbeugels (Pantographen). Op 29 mei 2013 werd een lijnverlenging van het Zentralfriedhof naar de voorstad Ezerkrast 2 in gebruik genomen.

## Geschiedenis
Op 22 augustus 1896 besloot de Raad van stad Libau een elektrische tramlijn te bouwen. De aanbesteding voor de bouw van de tram werd gewonnen door de Nürnberger Continental-Gesellschaft für Elektro-Unternehmen. Op 14. december 1896 ondertekenden burgemeester Adolphi en de vertegenwoordiger van de Nürnberger Continental-Gesellschaft Manaschewitsch het contract, waarmee het bedrijf voor 40 jaar het recht op de exploitatie van de tram kreeg. De stad behield het recht het trambedrijf na 20 jaar te kopen. De totale lengte van de beide aan te leggen lijnen was 10,42 km.
De proefritten begonnen op 14 september 1899, de dienst met passagiers startte op 26 september. Vanaf 14 oktober 1899 werden twee lijnen bereden: de witte lijn naar de marinehaven (Karosta) en de groene lijn naar het station. In november 1899 werden de beide lijnen naar Alt-Libau (Siena tirgus) verlengd.
Eind juni 1941 werd het trambedrijf in Liepāja tijdelijk stilgelegd, omdat de oprukkende Duitse troepen de stad bombardeerden. Midden juli 1941 werd het tramverkeer weer gestart. Het lijngedeelte langs de Peldu iela (Badenstrasse) werd echter gesloten en de rails werden ter reparatie van de andere routes gebruikt. In 1944 werd de bovenleiding van het trambedrijf in opdracht van de Duitse bezettingsmacht gedemonteerd, omdat deze koper nodig had. Als gevolg daarvan moest het trambedrijf voor de tweede maal stilgelegd worden, maar op 7 november 1945 kon het tramverkeer weer van start gaan.
In 1950 begon de bouw van een nieuwe route, die het stadscentrum verbond met de suikerfabriek aan de Ventspils iela. De trams op deze route kregen het lijnnummer 3. Vanwege de gebrekkige resultaten werd deze lijn echter reeds in 1953 weer stilgelegd.
In 1961 werden de trolleystangen door pantografen vervangen. Binnen een dag, op 17 december 1961, werd de bovenleiding aangepast, zodat op 18 december 1961 de tram met schaarbeugels kon gaan rijden.
Op 23 juni 1972 werd de tramlijn van de binnenstad over de Klaipēdas iela (Memelstrasse) naar het Centrālie kapi (Zentralfriedhof) verlengd, waardoor het tramnet duidelijk groeide. De lijnen 1 en 2 werden tot de nieuwe keerlus verlengd. Door de toename van het aantal tramwagenkilometers ontstond er een gebrek aan trams, waardoor op 6 oktober 1972 de dienst op lijn 4 naar de marinehaven (Karosta) werd opgeheven.
Op 3 september 2009 raakte voor de eerste keer in de geschiedenis in Liepāja een tramwagen in brand. De wagen van het type KT4 Nr. 242 (ex-Erfurt) brandde compleet uit.
Op 29 mei 2013 kwam een verlenging in bedrijf van het Centrālie kapi (Zentralfriedhof) naar de voorstad Ezerkrast 2 (door de straten Tukuma, Vaiņodes en Mirdzas Ķempes).

## Tramwagens
De Tram van Liepāja zette in haar geschiedenis de volgende tramtypen in: Herbrand, Fenix, Gotha en ČKD Tatra. De eerste wagens droegen de nummers 1 tot 9 en werden bij de Waggonfabrik P. Herbrand & Cie. in Keulen gebouwd. In 1903 werden nog zeven motorwagens (nr. 10-16) bij Herbrand aangeschaft, in 1907 nog eens twee (nr. 17 en 18). Tot 1914 werd nog een motorwagen aangeschaft (nr. 19). Bovendien werden er 14 bijwagens ingezet, acht daarvan gesloten en zes open.
Na het uitbreken van de Eerste Wereldoorlog stopte de uitbreiding van wagenpark. Tijdens de onafhankelijkheid van Letland, toen Libau zijn huidige naam Liepāja kreeg, werden nog steeds dezelfde trams gebruikt. De toestand verslechterde echter langzamerhand, ondanks regelmatig onderhoud. Na de Tweede Wereldoorlog bestond het wagenpark van de naoorlogse stad nog steeds uit de oorspronkelijke Herbrand-wagens (nu voorzien van de nummers 101 tot 119). Twaalf daarvan kregen een nieuwe wagenbak in het design van die tijd. Bovendien werden van 1949 tot 1956 enige trams nieuw gebouwd, gebaseerd op assen en wagenbakken uit Kaliningrad (in het bijzonder wagen nr. 122). Alle wagens hadden trolleystangen, net als in Rīga en Daugavpils.
Tussen 1957 en 1962 werden Gotha met schaarbeugels aan Liepāja geleverd. Naast acht motorwagens type T57 (wagens nrs. 125-132), 13 type T59E (nrs. 133-145) en acht type T2-62 (nrs. 146-153) kwamen er acht bijwagens type V57 (nrs. 15-22), drie type V59E (nrs. 23-25) en zeven type B2-62 (nrs. 26-32) naar Liepāja.
Na beëindiging van tramproductie in Gotha in 1966 werd het wagenpark uitgebreid met wagens uit Tsjecho-Slowaakse productie. Van 1976 tot 1979 werden 15 Tatra-trams T4SU (nrs. 201-215) geleverd, van 1983 tot 1988 22 wagens van het type KT4 SU (nrs. 216-235, de nummers 220 en 221 werden dubbel vergeven).
In 2000 begon de aanschaf van tweedehandstrams uit de voormalige DDR. Totaal werden er twaalf wagens van het type Tatra KT4 D verworven, die tot het begin van de jaren negentig waren geproduceerd: in 2000 kwamen er drie wagens van de Tram van Cottbus (nrs. 236-238), in 2001 een wagen van de Tram van Gera (nrs. 239), in 2003 en 2005 telkens vier wagens van de Tram van Erfurt (nrs. 240-247).
Tegenwoordig zijn er in Liepāja 17 wagens van het type Tatra KT4 in dienst, waarvan twaalf tweedehands uit Duitsland. Er wordt uitsluitend met solowagens gereden, dubbeltractie wordt niet ingezet. Voor het planmatige bedrijf zijn maar zeven omlopen nodig.

## Weblinks
- Officiële Website van het bedrijf (Lets)
- Inofficiële site van de Tram van Liepāja (Lets)
- Liepāja – de oude tram (Ests/Russisch)
- De Tram van Liepāja in de Encyclopedie van smalspoorlijnen van de voormalige Sovjet-Unie (Russisch)

## Foto’s van de huidige trams in Liepāja

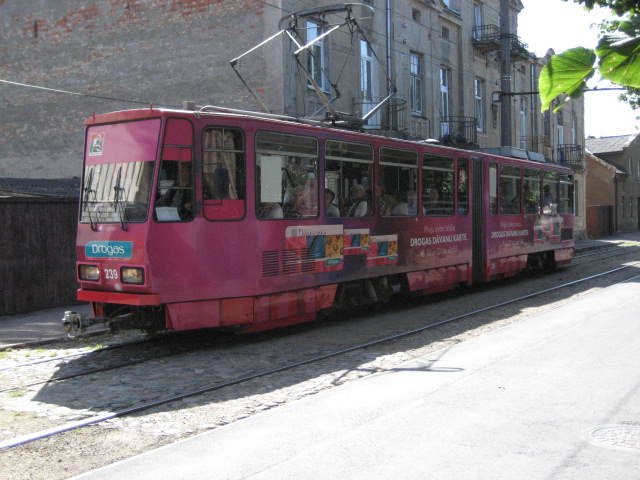
Tatra KT4 239 in de Klaipēdas iela; 2008.
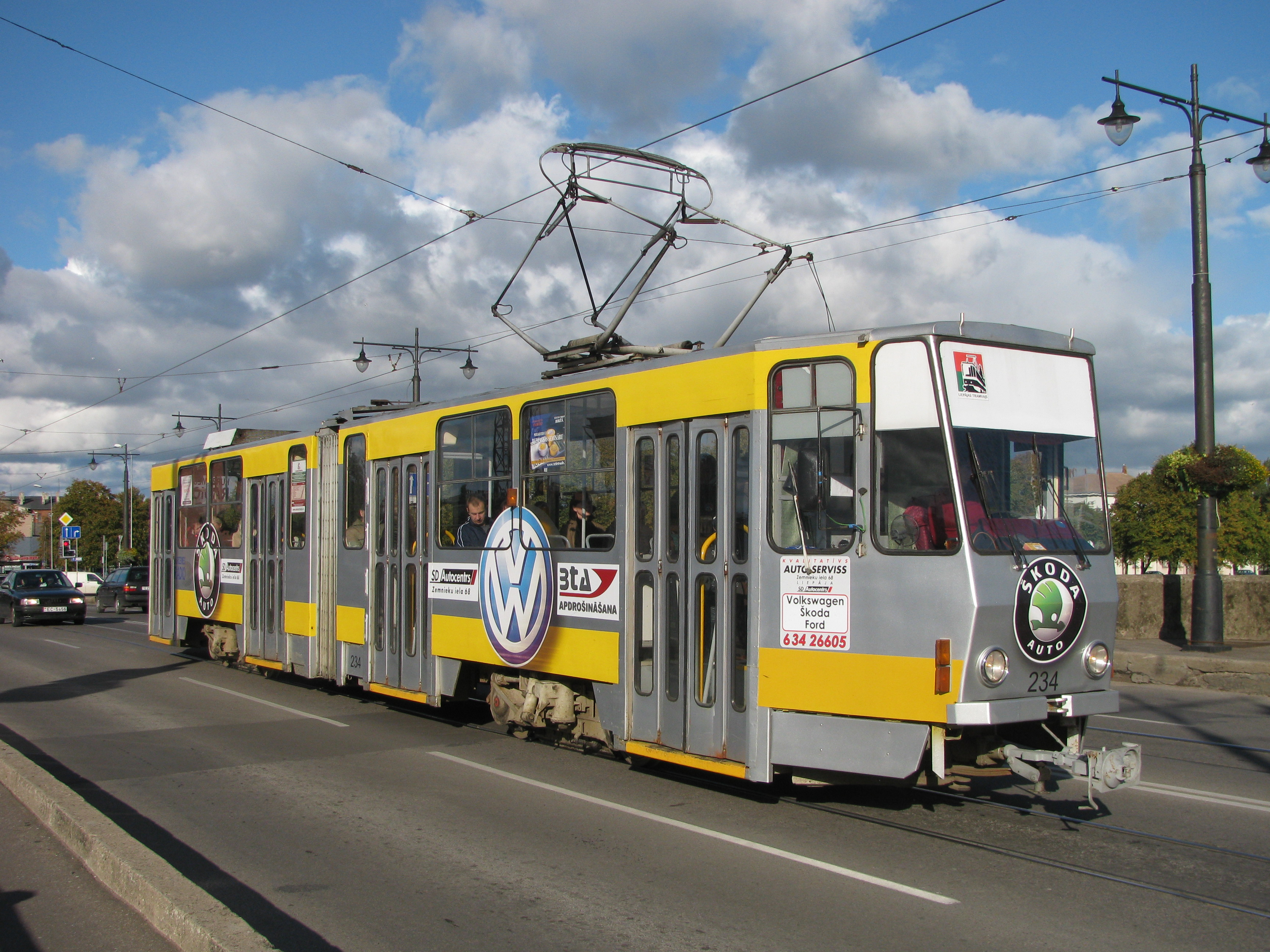
Tatra KT4 234; 2009.
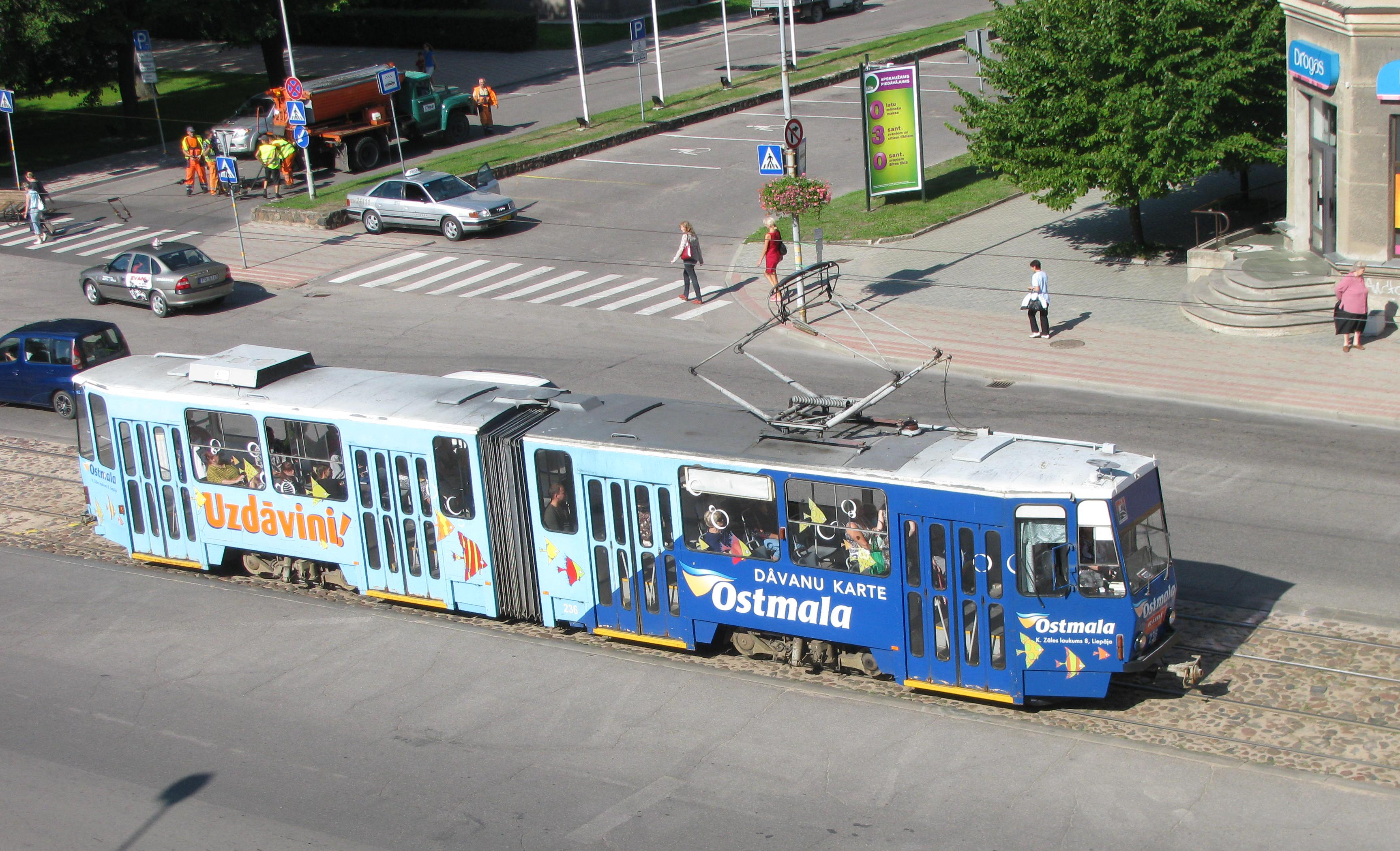
Tatra KT4 236; 2010.
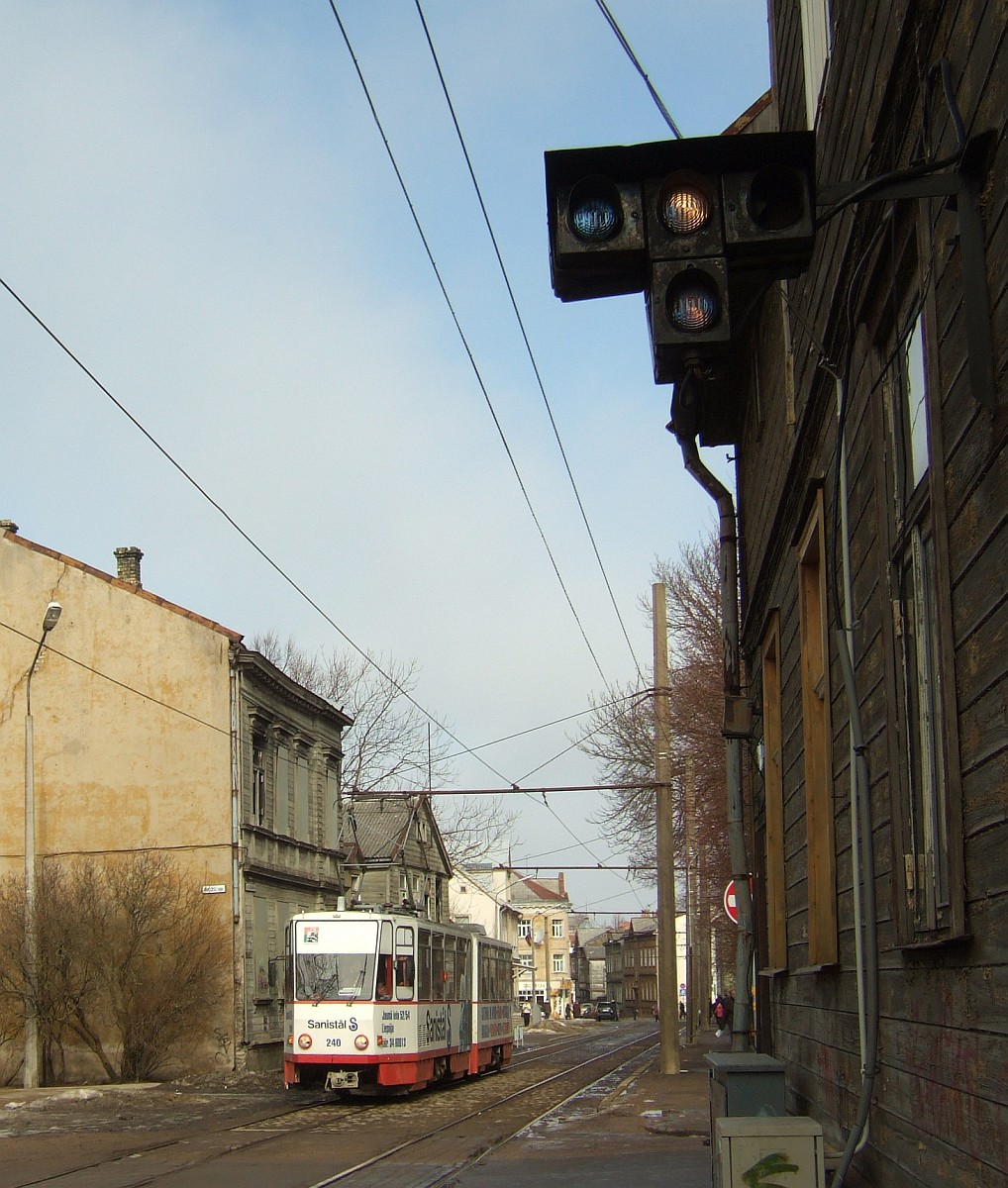
Tatra KT4 240 in de Tramvajus liepojoj; 2011.
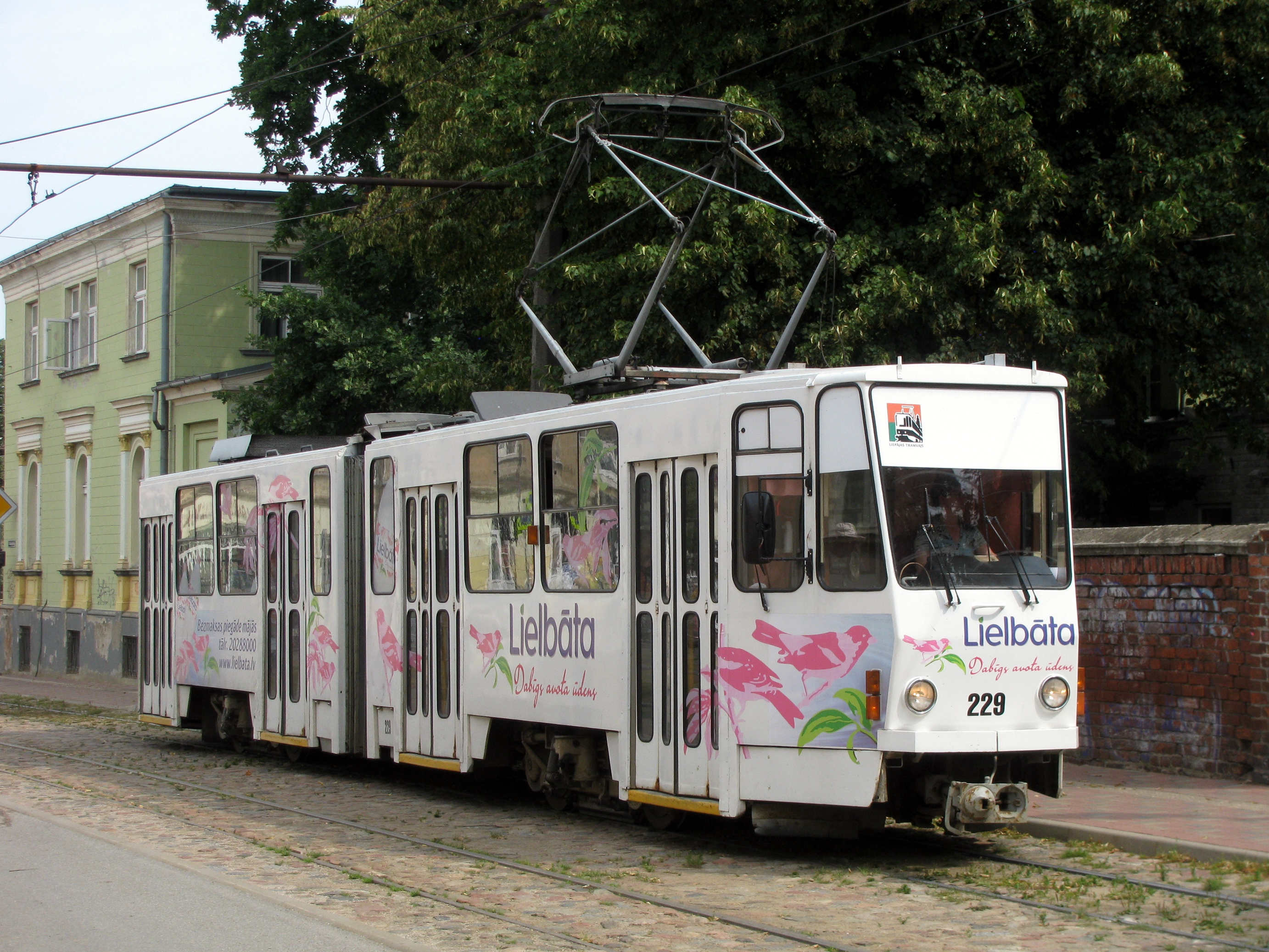
Tatra KT4 229; 2013.
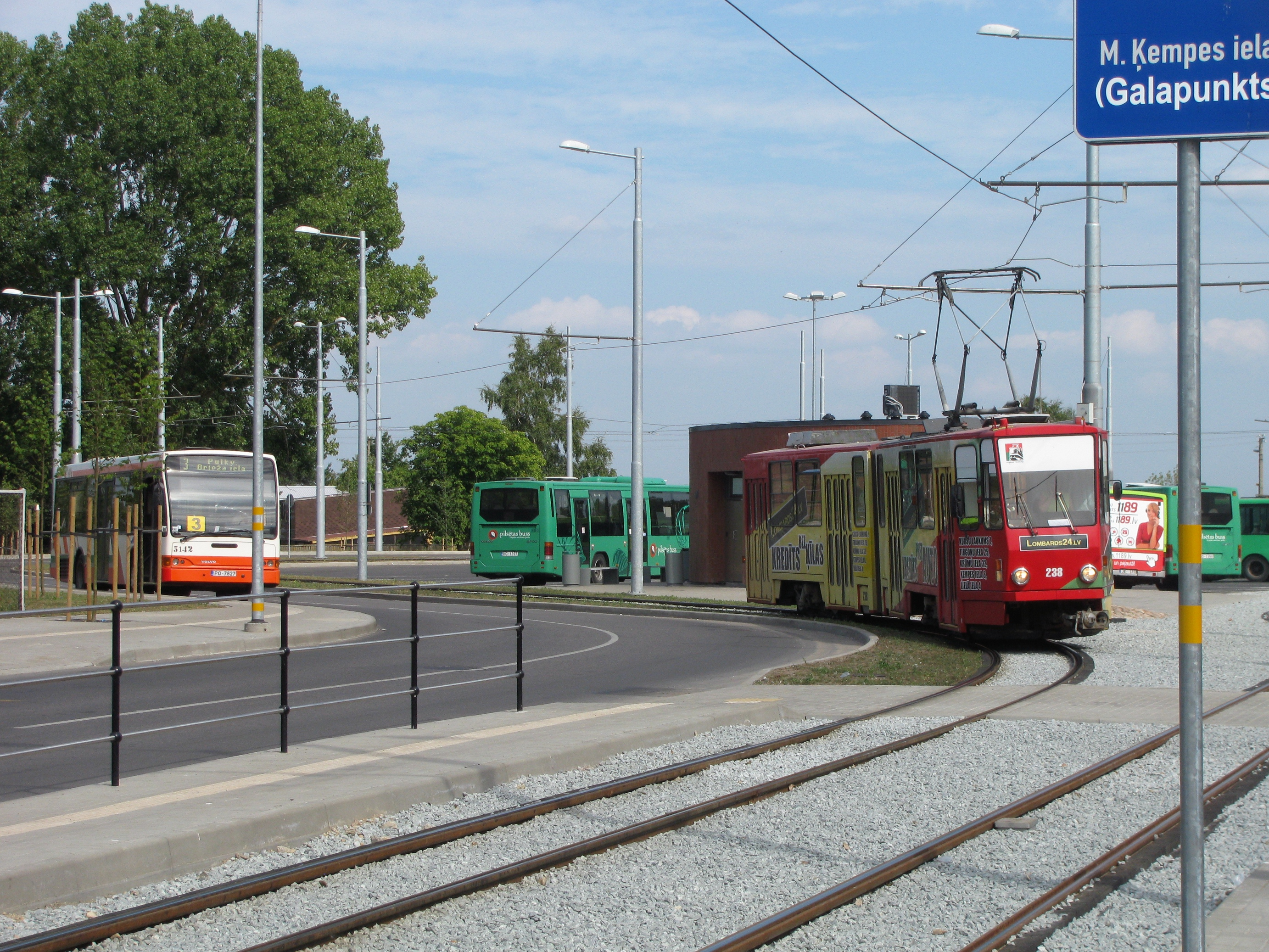
Keerlus aan het nieuwe eindpunt Mirdzas Ķempes iela; 2013.
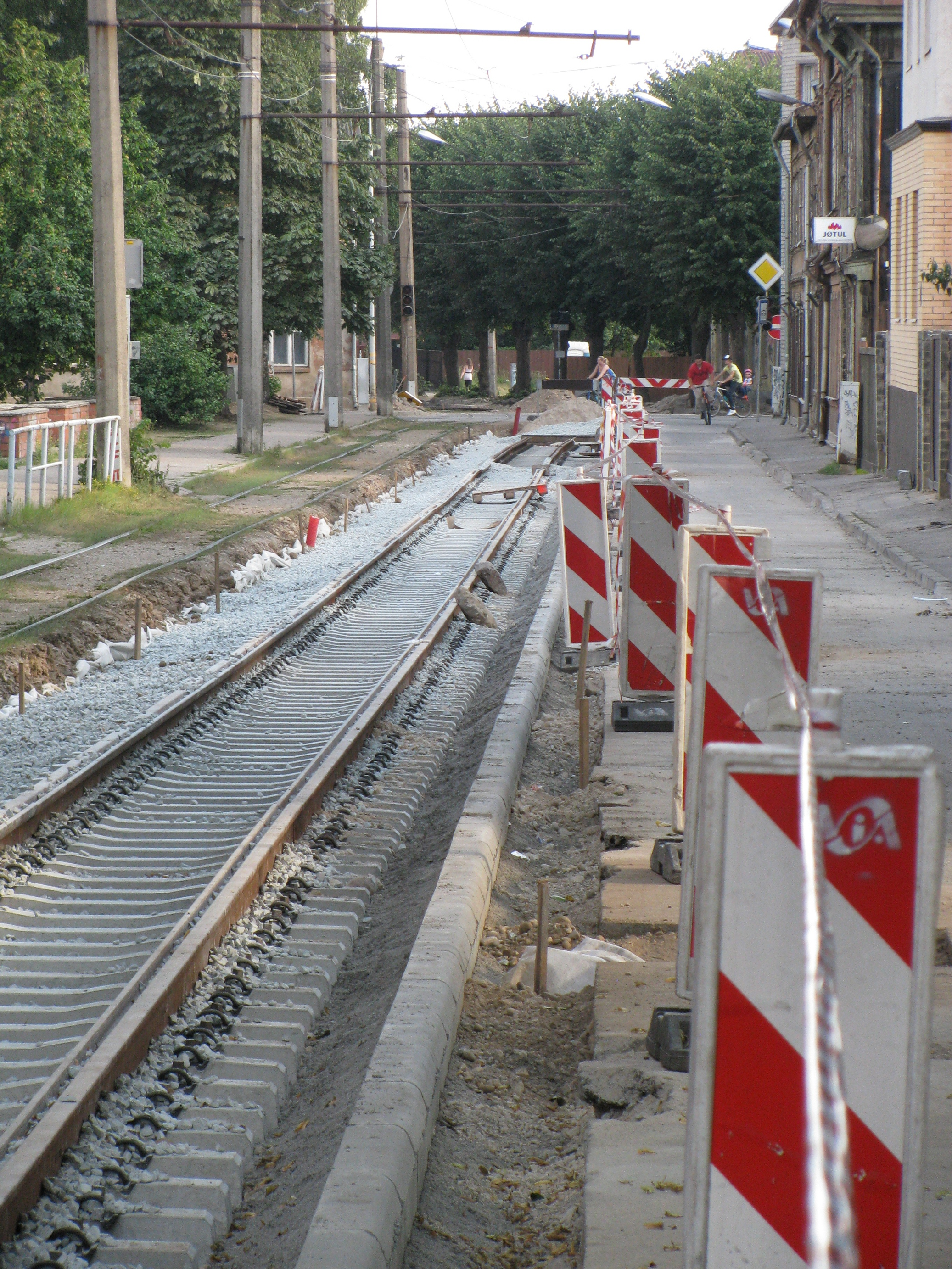
Spoorvernieuwing op de Krišjana Valdemara iela; juli 2013.